# Dêrong

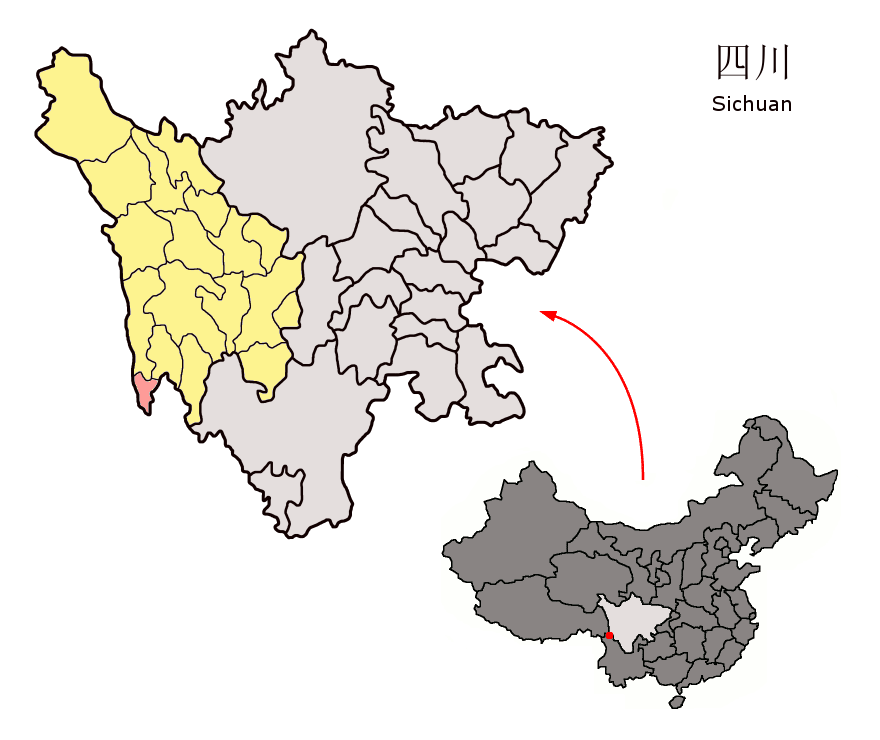
Die Lage des Kreises Dêrong (rosa) im Autonomen Bezirk Garzê der Tibeter (gelb) im Westen der chinesischen Provinz Sichuan.

Der Kreis Dêrong (tibetisch: སྡེ་རོང།, Umschrift nach Wylie: sde rong; auch Derong; chinesisch 得荣县, Pinyin Déróng Xiàn) gehört zum Autonomen Bezirk Garzê der Tibeter in der chinesischen Provinz Sichuan. Die Fläche beträgt 2.601 Quadratkilometer und die Einwohnerzahl 24.748 (Stand: Zensus 2020). 1999 zählte Dêrong 23.255 Einwohner. Sein Hauptort ist die Großgemeinde Sangmai (松麦镇,  Sōngmài).

## Ethnische Gliederung der Bevölkerung (2000)
Beim Zensus im Jahr 2000 hatte Dêrong 23.791 Einwohner.
| Name des Volkes | Einwohner | Anteil  |
| --------------- | --------- | ------- |
| Tibeter         | 22.008    | 92,51 % |
| Han             | 999       | 4,2 %   |
| Naxi            | 719       | 3,02 %  |
| Bai             | 30        | 0,13 %  |
| Yi              | 7         | 0,03 %  |
| Mongolen        | 7         | 0,03 %  |
| Uiguren         | 6         | 0,03 %  |
| Sonstige        | 15        | 0,05 %  |